# جيدو أندارجاشيو

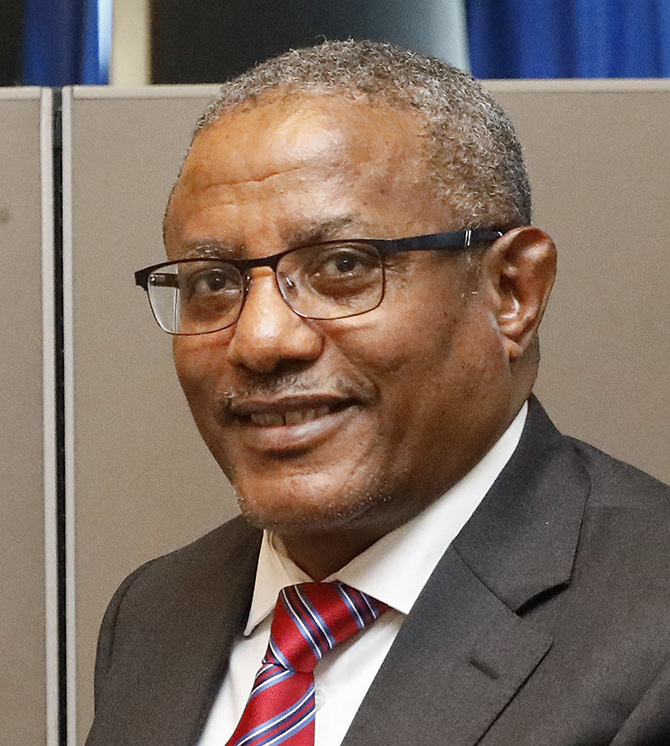
أندارجاشيو في 2019

جدو أندارجاشيو سياسي إثيوبي شغل منصب رئيس منطقة أمهرة من 2013 إلى 2019. وقد شغل سابقًا منصب نائب رئيس المنطقة ورئيس مكتب الزراعة. منذ 18 أبريل 2019 ، شغل منصب وزير الخارجية . 
تم اختياره لأول مرة في عام 2013 ليحل محل أياليو جوبيز، وأعيد انتخابه على التوالي من قبل الهيئة التشريعية الإقليمية في 2015 و 2018. استقال في 8 مارس 2019 لأسباب غير واضحة، على الرغم من أنه حذر في خطابه الوداعي من تصاعد التوترات العرقية مع منطقة تيغراي. خلفه في المنصب بعد ذلك أمباتشو مكونن.   